# Auguste Vandekerkhove
 (Janvier 2013).
- Si vous ne connaissez pas le sujet, laissez ce bandeau (vous pouvez alors contacter les auteurs).
- Si vous supprimez le contenu mis en cause (vous pouvez préalablement contacter les auteurs),

argumentez précisément cette suppression dans la page de discussion
(un manque de référence n'est pas un argument ; une recherche réelle de référence doit avoir été effectuée, être formellement documentée).

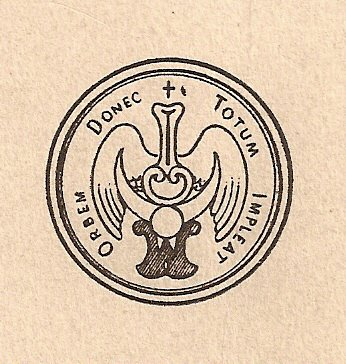
Emblème de la Cosmosophie

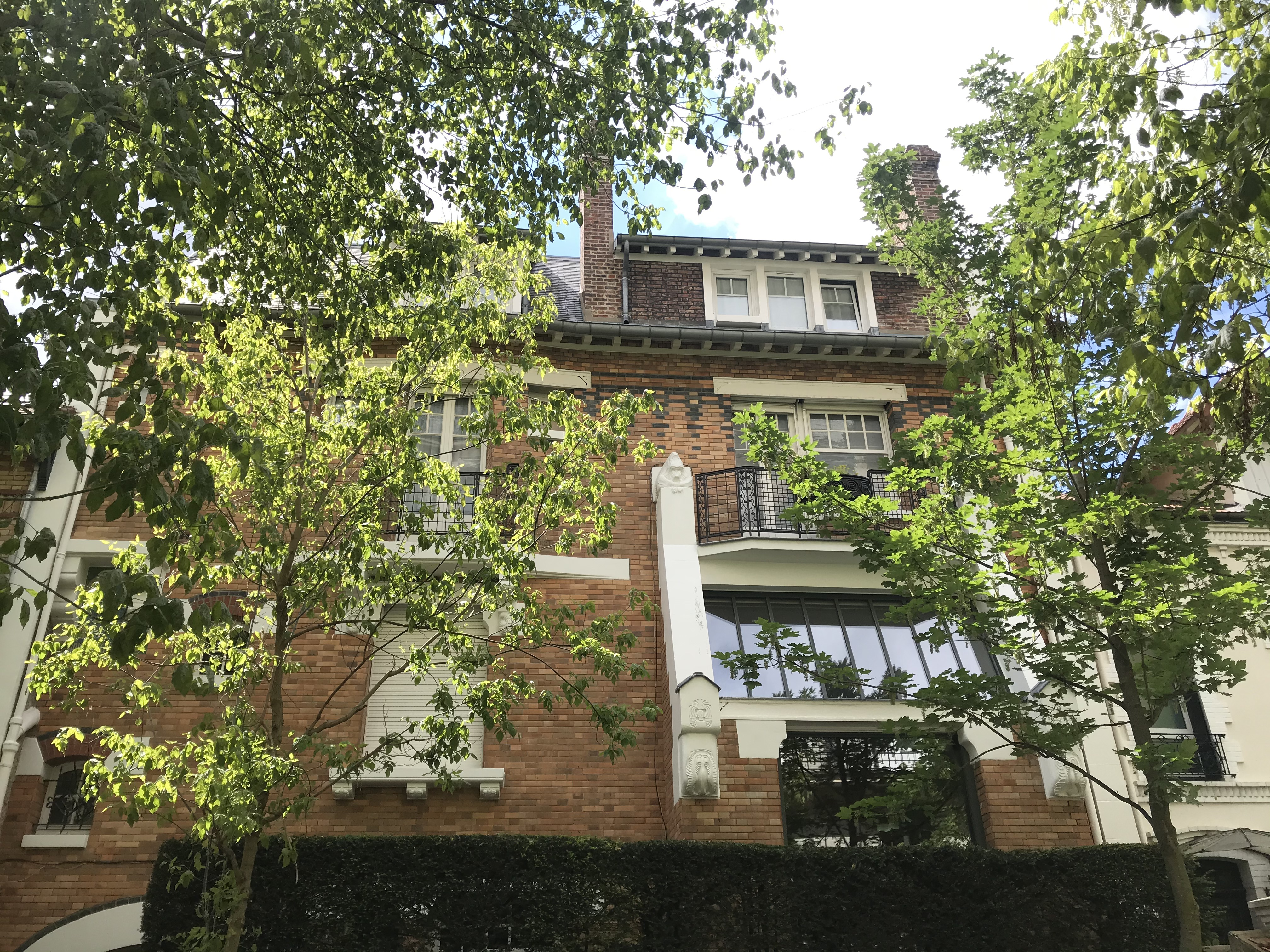
Maison de S. U. Zanne à Vincennes.

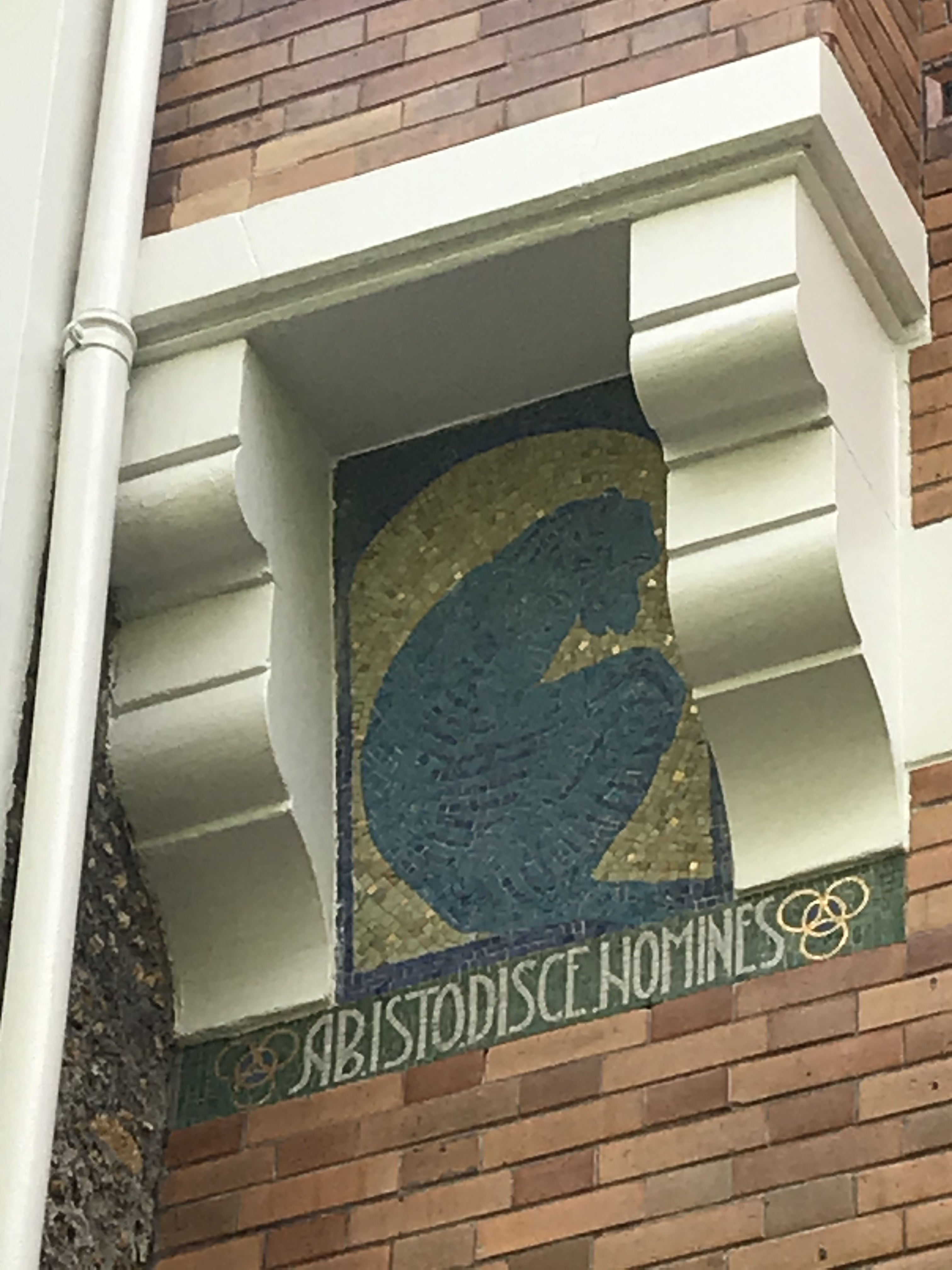
"AB ISTO DISCE HOMINES" devise de la maison (Les hommes apprennent de cette maison"

Auguste  Vandekerkhove né le 15 octobre 1838 à Kanegem (Belgique) et décédé le 24 mars 1923 à Mâcon (France), surtout connu pour ses travaux ésotériques sous le pseudonyme de S.U. Zanne, il fut également dessinateur, inventeur, maître d'école, magnétiseur, écrivain et auteur de théâtre. Vandekerkhove est inhumé au cimetière de Flacé-lès-Mâcon.
Il fut en 1871 secrétaire de la section républicaine belge de la Ligue des Etats-Unis d'Europe qui envoya le 25 avril un message de soutien à la Commune de Paris (JO de la Commune de Paris - séance du 28 avril de la Commune)

## Travail ésotérique
Connu dans le monde de l'ésotérisme sous le pseudonyme de S.U. Zanne, il aurait été l’inspirateur de la Loge de Melchisédech dirigée par Papus, référence des mouvements occultistes de la fin du XIXe siècle. En avance sur les idées de son époque, S.U. Zanne aura été aussi un féministe de la première heure, et également l'un des premiers auteurs à  mentionner l’ère du Verseau, théorie  controversée[réf. nécessaire]. Dans un article sur le féminisme (revue La Fronde du 26 février 1890), il dit : «Autour du 21 mars commence le cycle du Verseau, La maison du Verseau est la maison de la femme, et il explique en outre que, dans cette ère, la femme sera l'égale de l'homme[réf. nécessaire].
S.U. Zanne a fondé un mouvement qu'il a nommé La Cosmosophie. Il ne prodigua cet enseignement qu'auprès d'un groupe de disciples choisis, ce qui explique la rareté de ses écrits. L'enseignement cosmosophique fut rédigé principalement en français, tandis que son œuvre littéraire était en néerlandais. Il définissait la Cosmosophie comme l'antithèse de la Théosophie. Il avait connu le mouvement théosophique et son inspiratrice, Helena Blavatsky, à Paris en 1884, mais probablement aussi en Amérique entre 1865 et 1880.  Il était lié d'amitié avec Papus et Jean Bricaud.

## Ouvrages
Généralement publiés sous le pseudonyme de « S.U. Zanne »

### Publications en édition limitée pour ses disciples, sous forme de périodiques
- Le savoir d'Astaroth. Doctrine Secrète, principes et éléments d'astrologie, 554 pages, publié  à 20 exemplaires numérotés, dernier épisode 15 juillet 1900
- L'Asataruth du Pfar-Isis, 21 pages, publié  en 21 exemplaires numérotés, le 24 septembre 1900.Réédité à 99 exemplaires par les éditions Phoenix, Italie, 2004
- Principes et éléments Cosmosophie, 2 167 pages, publié à environ 30 exemplaires numérotés, 1899-1906

### Ouvrages publiés en français
- Vingt-quatre cours introductoires-préparatoires aux principes et éléments de Cosmosophie, 1909
- Principes et éléments d'Education Cosmosophique, 1924
- Occultisme occidental et ésotérisme oriental, 1927
- Principes et éléments de la Langue Sacrée selon l'Astro-Kabbale d'Al Chami, 1929
- L'Atlantide, 1931
- Lettres des Pays de l'Au-Delà, 1933

### Articles dans les revues francophones
- La Fronde
- La Lumière
- Borderland
- L'Initiation
- La Solidarité Mondiale
- La Haute science
- Annales initiatiques
- Petit Journal, 1889
- L'Action Féministe

## Travaux littéraires en néerlandais

### Nouvelle
- Een zomerlief (Un amour d'été), Gand, Ed. Vanderhaeghen, 1864

### Théâtre
- Een eerlijk man (Un honnête homme), pièce de théâtre en 3 actes, Anvers, Donne, 1870, 72p.
- De vrouwenhater (Le misogyne) pièce de théâtre avec chants, Gand, W. De Rogghe, 1865, 55p.
- Freule Laura's laatste liefde (Le dernier amour Lady Laura) pièce de théâtre en 4 actes et 7 tableaux